# Élections sénatoriales françaises de 1879
Les élections sénatoriales françaises de 1879 ont lieu le 5 janvier 1879 au titre du renouvellement triennal pour la série B, premier renouvellement partiel du Sénat de la Troisième République.

## Mode de scrutin

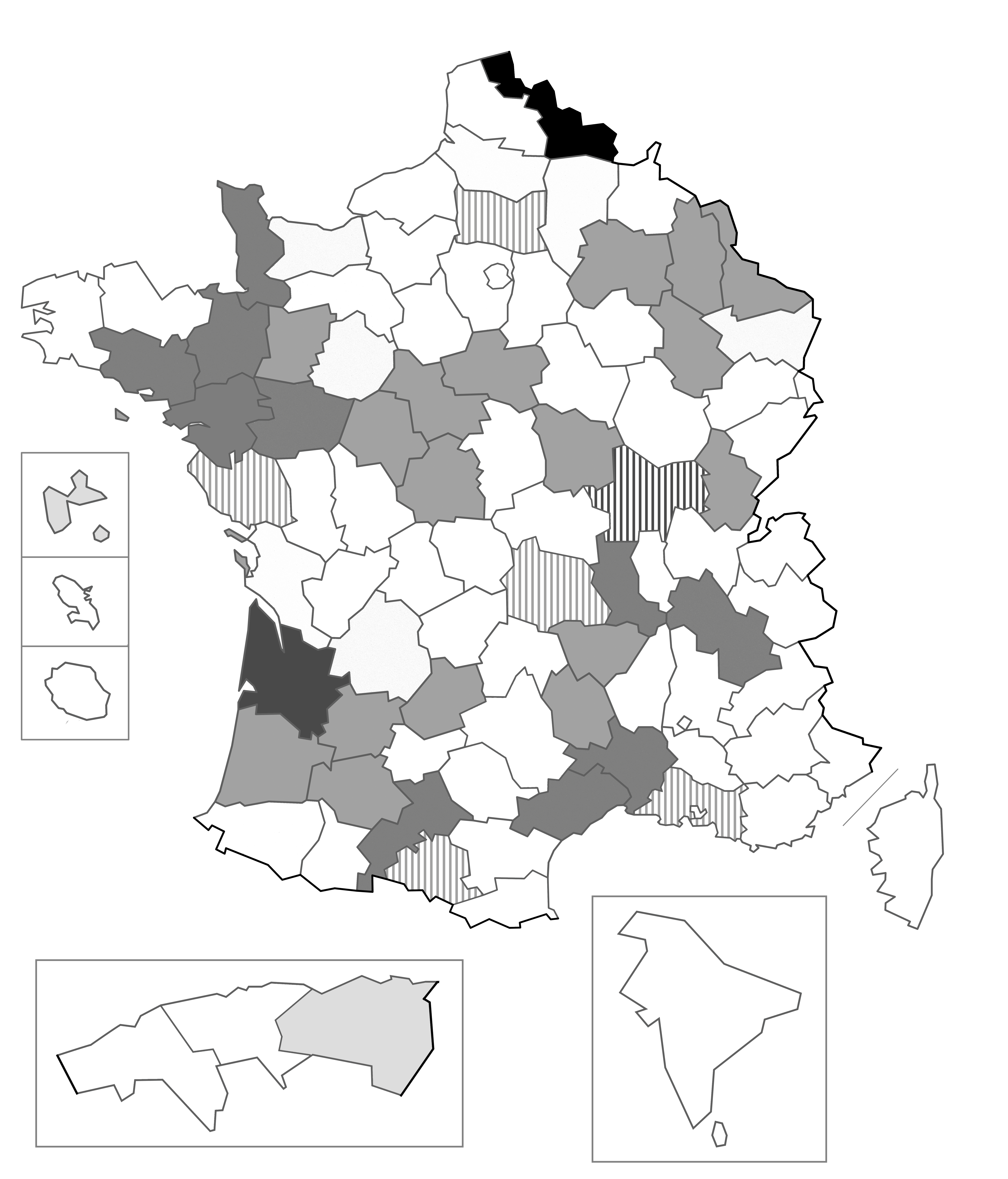
Répartition géographique des sièges à pourvoir pour l'élection de 1879 :
Renouvellement de cinq sénateurs
Renouvellement de quatre sénateurs
Renouvellement de trois sénateurs
Renouvellement de deux sénateurs
Renouvellement d'un sénateur
- Remplacement de deux sénateurs décédés
- Remplacement d'un sénateur décédé

## Résultats

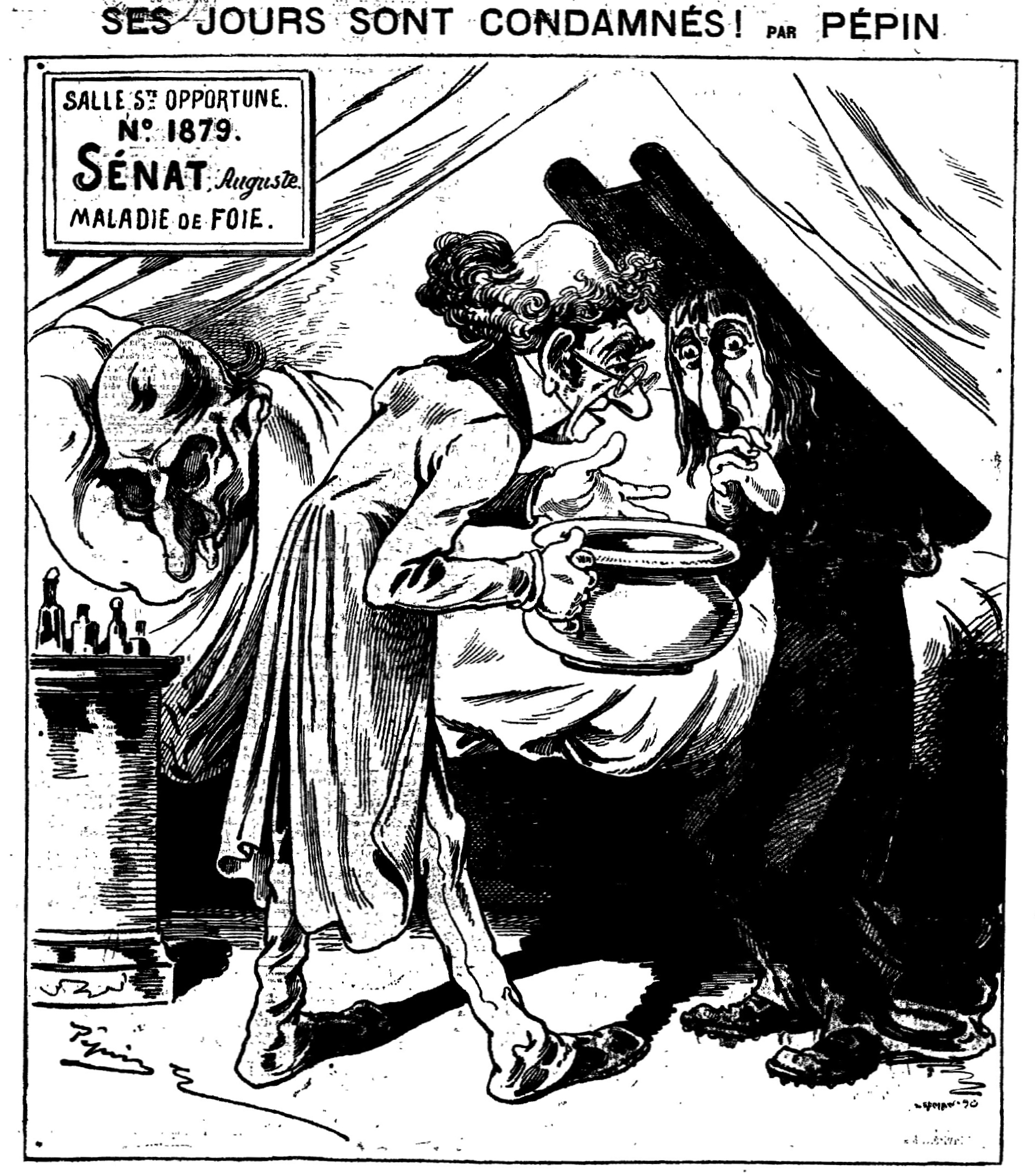
Caricature de 1878, parue dans Le Grelot et prédisant la perte de majorité des conservateurs au Sénat.

La série B comprend 29 départements métropolitains, ceux compris dans l'ordre alphabétique entre le Gard et le Nord, ainsi que le département de Constantine et la colonie de Martinique. Dans cette série, la droite dispose de la majorité des sénateurs notamment grâce aux départements catholiques de l'Ouest, de tradition chouanne ou vendéenne : l'Indre-et-Loire, la Loire-Inférieure, le Loir-et-Cher, la Mayenne, le Maine-et-Loire, la Manche, le Morbihan. Le Gard y représente le Midi blanc, bastion du légitimisme. Enfin, les catholiques du Sud et de l'Est du Massif central y figurent aussi avec la Loire, la Haute-Loire et la Lozère.
Du fait de la poussée des républicains aux élections municipales de 1878, la droite va subir une défaite cuisante. Sur les 82 sénateurs élus, 66 appartiennent au camp républicain, contre 16 conservateurs, dont 13 monarchistes. Dans le Forez, la défaite de Camille de Meaux, ancien ministre de l'Agriculture, illustre l'ampleur de l'échec.
| Tendances politiques | Tendances politiques | Sièges sortants | Sièges obtenus | Sièges totaux |
| -------------------- | -------------------- | --------------- | -------------- | ------------- |
|                      | Légitimistes         | 64              | 13             | 126           |
|                      | Appel au peuple      | 64              | 3              | 126           |
|                      | Républicains         | 18              | 66             | 174           |
| Total                | Total                | 82              | 82             | 300           |

## Conséquences
Ces élections donnent aux républicains la majorité au Sénat, la chambre haute étant précédemment dominée par les monarchistes à une voix de majorité. Le nouveau président du Sénat est Louis Joseph Martel, sénateur inamovible appartenant au groupe des républicains conservateurs du Centre gauche.
Cet évènement d'une grande portée entraîne la démission du président de la République française Patrice de Mac Mahon et le déclenchement de l'épuration de la fonction publique par les républicains. Le projet de Restauration monarchique est abandonné.